# Granica brazylijsko-paragwajska
Granica brazylijsko-paragwajska to granica międzypaństwowa, ciągnąca się na długości 1365,4 km od trójstyku z Boliwią na północy do trójstyku z Argentyną na południu.
Granica brazylijsko-paragwajska na odcinku 928,5 km oparta jest na korytach rzek Apa, Paragwaj i Parana.